# Erebia salaria
Erebia salaria är en fjärilsart som beskrevs av Hans Fruhstorfer 1917. Erebia salaria ingår i släktet Erebia och familjen praktfjärilar. Inga underarter finns listade i Catalogue of Life.